# Joseph Ndwaniye
Joseph Ndwaniye, né en 1962 à Murambi (anciennement Bwakira), au Rwanda, est un écrivain et infirmier belge spécialisé en oncologie. 
Son premier roman, La promesse faite à ma sœur, a reçu plusieurs prix.

## Biographie
Joseph Ndwaniye est né à Murambi (anciennement Bwakira) dans le district de Karongi (ancienne préfecture de Kibuye) au Rwanda en 1962. Après des études à l'École d'assistants médicaux de Kigali, il travaille dans plusieurs structures hospitalières avant de quitter le pays en 1986.
Il rejoint la Belgique, où il complète sa formation médicale en obtenant les diplômes de baccalauréat en biologie médicale et d'infirmier bachelier ainsi qu'un master en gestion hospitalière. Il travaille depuis 2001 au sein des Cliniques universitaires Saint-Luc de Bruxelles, dans un service pour patients adultes et enfants traités par la transplantation de moelle osseuse et de cellules souches hématopoïétiques.

## Œuvres
Son premier roman, La promesse faite à ma sœur, publié en 2007 aux Impressions nouvelles, dans la collection Espace Nord, a été finaliste du Prix des cinq continents de la francophonie  et finaliste Prix du Marais et le Prix Jean Bernard. S'inspirant de souvenirs personnels, Ndwaniye y raconte l'enfance de Jean avant le génocide. Dans la seconde partie du livre, il « laisse de côté [sa] propre histoire familiale pour mieux partager les sentiments du narrateur avec le plus de Rwandais possible ». Jean retourne au Rwanda après le génocide pour retrouver sa famille et chercher des réponses à une multitude de questions. Mais rien n'est plus comme avant.
En 2012, son second roman, Le muzungu mangeur d'hommes, a été publié aux Éditions Aden. Dans ce roman, un jeune couple de Néerlandais idéaliste s'installe au Rwanda. La jeune femme dirige un hôpital régional, alors que son mari cherche à découvrir la région, la culture et la langue kinyarwanda. Ils vont découvrir le bonheur de manière inattendue.
Plus fort que la hyène publié en mars 2018 à La Cheminante est son premier livre jeunesse. Ce roman suit l'histoire de Gato, un petit garçon d'origine africaine qui vit en Belgique et qui est atteint de drépanocytose. Dans ce roman, Ndwaniye crée un lien entre son travail d'infirmier et sa passion pour la littérature.
Il a participé au livre collectif Nouvelles du Rwanda dans la collection Miniatures de chez Magellan et Cie.
Il est actuellement[évasif] en train de terminer son prochain roman qui se déroule en Bolivie,.